# Charlotte Dubray
Charlotte Besnard (25 de abril de 1854 - 15 de marzo de 1931), nacida Charlotte Dubray, fue una escultora francesa. Quizás es más conocida como la esposa del  pintor Paul-Albert Besnard (1849–1934), en cuya carrera colaboró mucho. Aunque fue bien conocida por su propio trabajo en vida, desde entonces ha sido olvidada en gran parte. 

## Vida
Charlotte-Gabrielle Dubray nació en París el 25 de abril de 1854. Sus padres fueron Vital Gabriel Dubray (1818-1892), un escultor, y Jeanne Aglaë Cecconi (1820-1896). Su padre tuvo una carrera exitosa bajo el Segundo Imperio francés (1851-1870), ejecutó muchos encargos y se convirtió en miembro de la Legión de Honor. Vital Dubray enseñó escultura a dos de sus hijas, Charlotte y Giovanna.  En ese momento, la escultura se consideraba un arte menos noble que la pintura, un oficio áspero y sucio similar a la cantería artesanal, que generalmente requería un patrocinador público o privado para cubrir el costo. Las escultoras eran raras y tenían que ser personajes fuertes y decididos.
Charlotte estudió escultura con Mlle Fanny Dubois-Davesnes.  No pudo asistir a la École des Beaux-Arts, que estuvo reservada para hombres hasta 1897. Expuso por primera vez en el Salón de París en 1869. Estudió arte en Roma gracias a sus patrocinadores y mecenas, el duque y la duquesa de Sutherland. Conoció a su futuro esposo en Roma. Su escultura La hija de Jefté llorando en la montaña ( La fille de Jephté pleurant sur la montagne ), expuesta en el Salón de 1876, fue realizada en Roma.

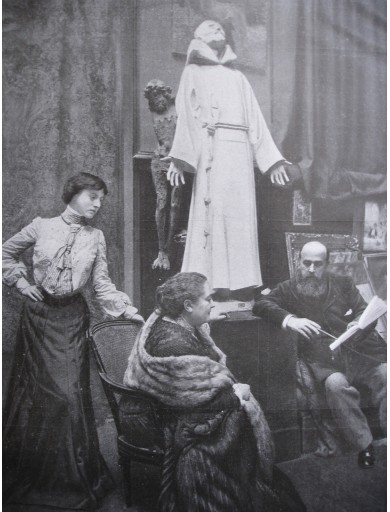
Germaine, Charlotte y Albert Besnard en el estudio, estatua de San Francisco detrás (1904)

El 19 de noviembre de 1879, Charlotte Dubray se casó con el pintor Paul-Albert Besnard (1849–1934). Era su segunda esposa. La joven pareja instaló su primer hogar en Londres, donde Charlotte hizo una presentación ante la aristocracia inglesa y obtuvo cierto éxito. Albert Besnard se quedó  desconcertado cuando lo llamaron "Sr. Dubray". Sin embargo, Charlotte obtuvo encargos para que su marido hiciera grandes retratos de notables ingleses. Tuvieron cuatro hijos: Robert (1881–1914), pintor; Germaine (1884–1975), escultor y pintor; Philippe (1885–1971) escultor; y Jean (1889-1958) artista de cerámica. Charlotte enseñó escultura a su hijo Philippe Besnard, quien más tarde se instaló en Roma y estudió con Henri Bouchard (1875-1960). Auguste Rodin (1840–1917) aconsejó tanto a Charlotte como a su hijo Philippe.
Charlotte hizo mucho para apoyar y alentar a su esposo en su carrera, a menudo actuando como su secretaria en el manejo de la correspondencia en su nombre, organizando actividades sociales y tratando con exposiciones y potenciales compradores. Charlotte aprovechó las exposiciones de su esposo en Francia y en el extranjero para mostrar su propio trabajo. Entre 1869 y 1912 expuso en 37 salones en 44 años, a pesar de las exigencias de la maternidad y los viajes. Charlotte participó en las primeras exposiciones de la Unión de Mujeres Pintoras  y Escultoras, que había fundado en 1881 la escultora Hélène Bertaux (1825–1909). Este salón de exposiciones no tuvo éxito, ya que carecía de un jurado de selección. Sin embargo, la Unión tuvo éxito en 1897 en su vigorosa campaña para permitir que las mujeres ingresaran en la École des Beaux-Arts.
Charlotte se interesó en la enseñanza del arte y logró reformar la manera como se enseñaba el dibujo, abandonando el "método geométrico" en favor de procesos más libres y espontáneos. En 1908 Charlotte organizó una exposición de mujeres pintoras en París en los salones del Liceo. Después de un viaje a la India, escribió en Femina en 1911 sobre la condición de las mujeres en Egipto y la India. De 1913 a 1921 su esposo fue director de la Academia Francesa en Roma, y Charlotte actuó como madre o acompañante de las niñas en la Villa Medici . Charlotte Besnard murió en París el 15 de marzo de 1931, a la edad de 76 años.

## Trabajo

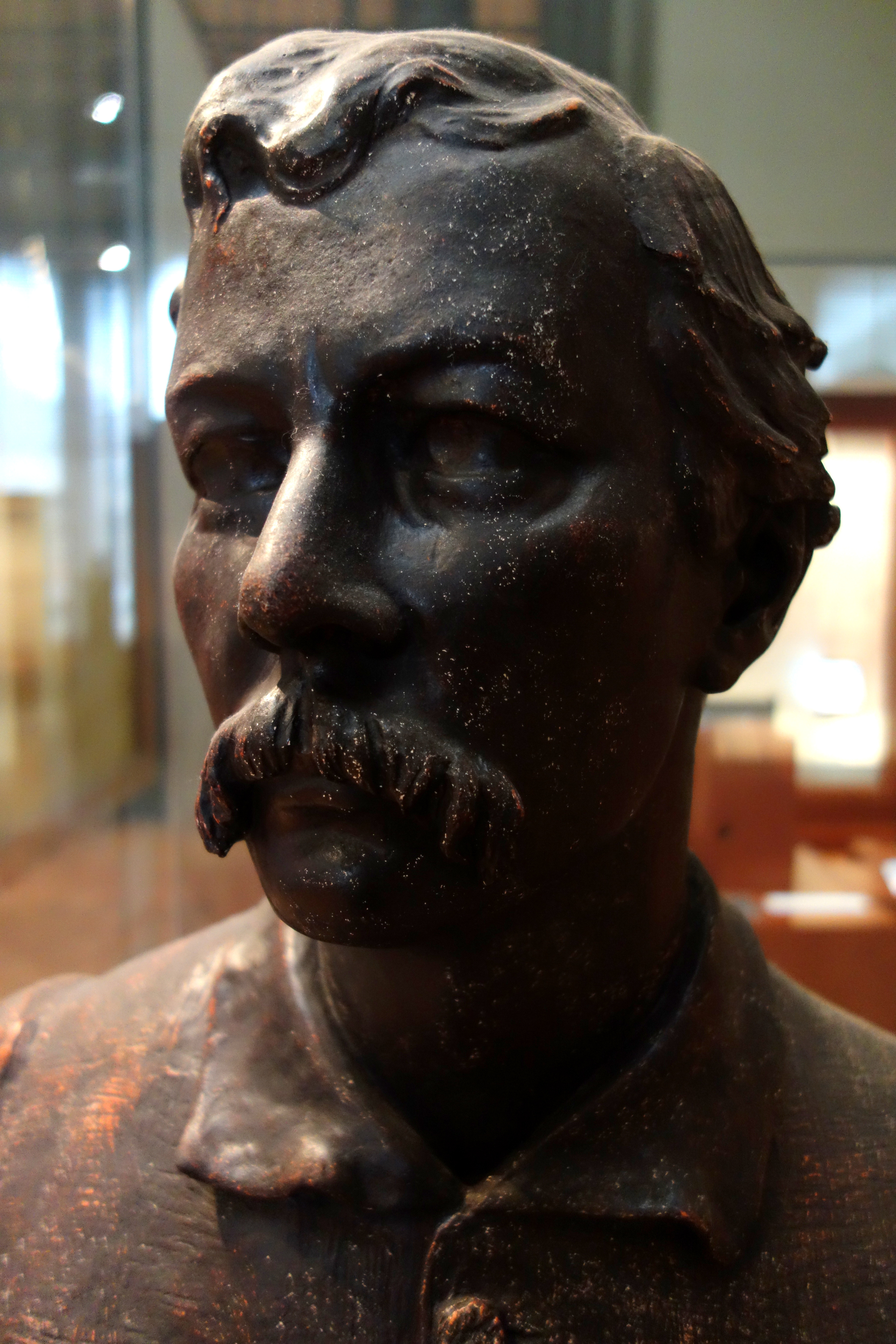
Henry Morton Stanley, yeso, presentado por el duque de Sutherland a la Royal Geographical Society

Las primeras exhibiciones de Dubray en el Salón incluyeron:
- 1869 Giovannina, busto de terracota de su hermana menor
- 1873 Général Renault, busto de mármol para el museo de Versalles.
- 1874 Jeune fellah du Caire, busto de mármol
- 1875 Tête d'étude (Florencia, XVII siècle), busto de bronce plateado en el estilo renacentista italiano inspirado en un viaje a la Toscana
- 1876 Napolitain, busto de bronce
- 1876 La Fille de Jephté pleurant sur la montagne, estatua de yeso

Charlotte exhibió una gran estatua de Judit presentando la cabeza de Holofernes a los habitantes de Betulia ( Judith présentant la tête d’Holopherne aux habitants de Béthulie ) en el Salón de 1880. Esto marcó el final de su adhesión a las convenciones académicas. Su trabajo evolucionó a lo largo de su carrera y mostró su deseo de mantenerse en contacto con las tendencias de la época. Mientras sus hijos crecían, a menudo los usaba para modelos, trabajos íntimos que eran posibles debido a su seguridad financiera. Por ejemplo, presentó una estatuilla de su bebé Robert al Salón de 1883. La mayoría de los retratos, bustos y máscaras de este período permanecieron en la familia y se han dispersado y, a menudo, olvidado.
En la década de 1890, Charlotte comenzó a experimentar con la cerámica con la ayuda de socios como Auguste Delaherche (1857–1940) y Albert Dammouse (1848–1926). Un alto relieve de Ceres se exhibió en la sección de Objetos de Arte del Salón de la Société Nationale des Beaux-Arts en 1892. Hizo una imponente estatua de San Francisco que ganó la medalla de plata en la Exposición Universal de 1900 . Un artículo sobre la pareja Besnard de Frantz Jourdain apareció en La Vie heureuse en 1904, con fotografías que muestran esta estatua.

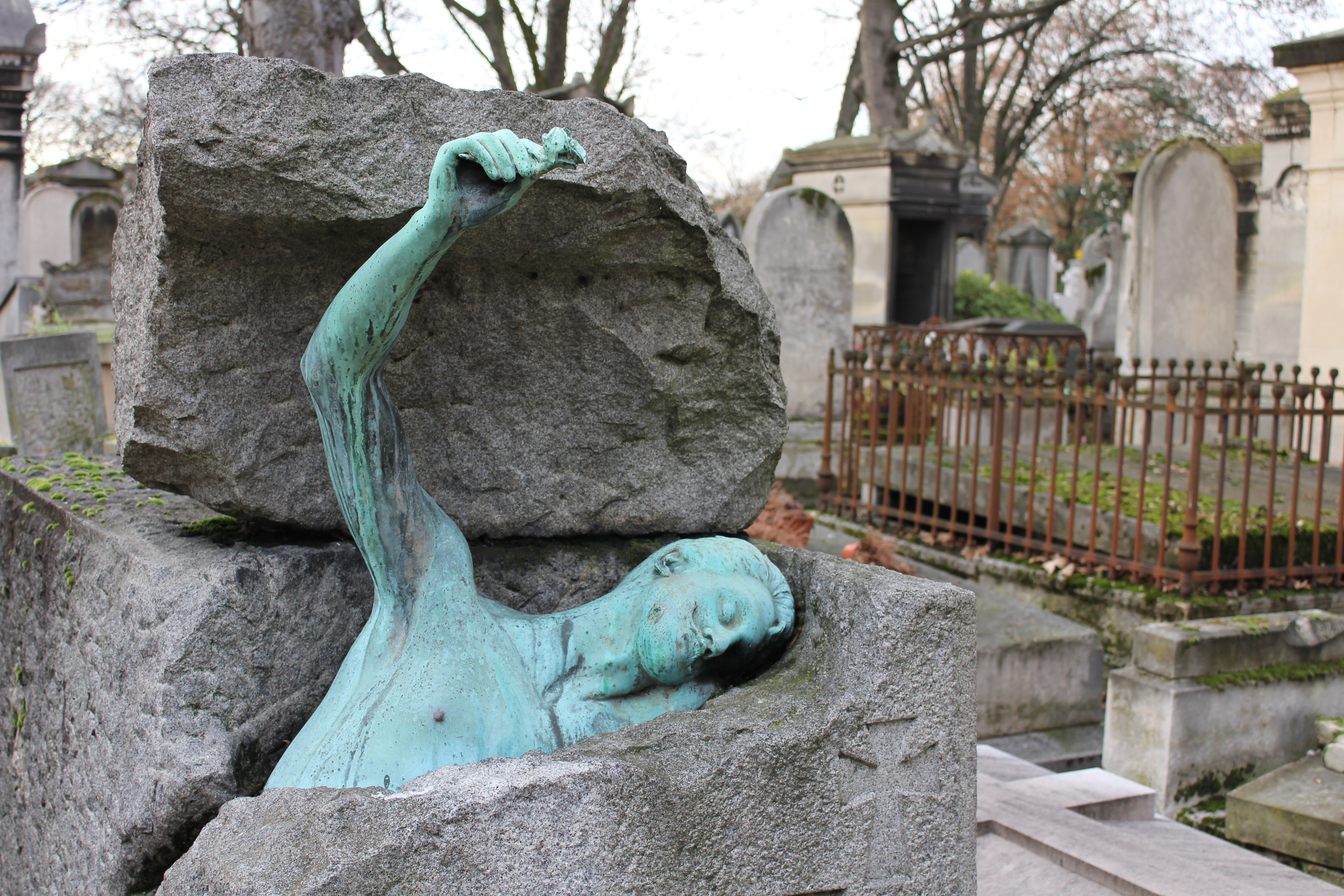
Tumba de Georges Rodenbach

Charlotte Besnard diseñó un retrato inusual para la tumba en el cementerio del Père Lachaise del poeta belga Georges Rodenbach (1855-1898). Su parte superior de bronce, que se muestra agarrando una rosa, emerge (o se hunde) en la roca que cubre su tumba. En la década de 1900 comenzó a experimentar con combinaciones de terracota, pasta, cera, yeso y pintura en estatuillas de mujeres, más simbólicas que realistas.

## Acogida
Tuvo que competir con prejuicios masculinos. Henri Jouin, escribiendo sobre el Salón de 1873, dijo que su busto del General Renault fue "el mejor de los bustos ejecutados por la mano de una mujer". La crítica de arte Camille Mauclair (1872–1945) hizo una descripción complementaria de Besnard diciendo que era "muy femenina con un cerebro casi masculino".
Charlotte Besnard fue muy activa durante su vida, exhibió regularmente y a veces ganó premios. A menudo se la mencionaba en círculos artísticos, y era el sujeto o la autora de artículos en la prensa. Sin embargo, muchas de sus obras fueron algo convencionales. Pocas de ellos fueron adquiridas por las grandes colecciones públicas, y ha sido en gran parte olvidada. Cuando se la recuerda, es principalmente como la esposa de un pintor que era famoso en su época y que recientemente ha vuelto a estar de moda.

## Publicaciones
- Pour bien s'initier aux beaux-arts, Femina-bibliothèque, preface by Mme Charlotte Besnard..., Paris: P. Lafitte, 1912, p. 352.

## Citas
1. 1 2  Charlotte-Gabrielle Besnard (1854–1930) – BnF,.
2. 1 2  Garric,.
3. ↑  Moreau-Sionneau, 2013, p. 4.
4. 1 2 3  Bitard, 1878, p. 399.
5. ↑  Moreau-Sionneau, 2013, p. 1.
6. ↑  Sculpteurs et Graveurs en Medailles 1870,, p. 72.
7. 1 2  Moreau-Sionneau, 2013, p. 3.
8. ↑  Moreau-Sionneau, 2013, p. 5.
9. 1 2  Albert BESNARD (1849–1934) – Drouot,.
10. 1 2  Moreau-Sionneau, 2013, p. 15.
11. 1 2 3  Moreau-Sionneau, 2013, p. 6.
12. 1 2  Moreau-Sionneau, 2013, p. 13.
13. ↑  Moreau-Sionneau, 2013, p. 14.
14. ↑  Moreau-Sionneau, 2013, p. 16.
15. ↑  Moreau-Sionneau, 2013, pp. 4ff.
16. ↑  Moreau-Sionneau, 2013, p. 7.
17. 1 2  Moreau-Sionneau, 2013, p. 8.
18. ↑  Tobin, 2017, p. 176.
19. ↑  Moreau-Sionneau, 2013, p. 10.
20. ↑  Moreau-Sionneau, 2013, p. 2.